# Sylvia Plachy
Sylvia Plachy (Budapest, 1943. május 24. –) magyar származású, jelenleg New Yorkban élő fotóművész, a humanista fényképezés egyik jelentős képviselője. Adrien Brody Oscar-díjas színész édesanyja.

## Élete

### A Brunsviga 1945–1949 között és államosítása
Plachy Sylvia apja Plachy Vilmos és Szabó Károly (műszerész) 1940 körül munkatársak voltak a Brunsviga számológépek német vállalatnál Budapesten. A világháború után ők alapították újra a Brunsviga vállalat magyarországi képviseletét, az 1949-es államosításig, amely rajtaütésszerűen, a kora reggeli órákban, egyidejűleg több hasonló vállalatnál, kártérítés nélkül történt meg. A tulajdonosokat néhány napra, jogtalanul őrizetbe vették, megfélemlítésül. A lakásukban az őrizet idején házkutatást tartottak. A könyveket a polcokról a földre dobálták, felforgattak mindent, terhelő anyagokat keresve.

„Úgy hajtottuk végre, hogy másnap kora reggel percre azonos időpontban léptek be a kijelölt vállalatokhoz, nehogy azok egymást értesíthessék. /…/ a szakma első számú ellenségének tartottak, úgy gondolták, hogy én találtam ki az államosítást, sőt 
az intézkedésemre telepítettek ki néhány irodagépes kollégát. A kitelepítéseket ma is igazságtalannak tartom. /…/ még vakon bíztam Rákosiban. Csak akkor döbbentem rá a valóságra, amikor a letartóztatottak között jó barátom, aki szegény a börtönben megzavarodott és meghalt.”

– Heimer Jenő államosító igazgató, 1970-ig az államosított irodagép vállalatok vezérigazgatójának visszaemlékezése 1983-ból

### New York 1956 után
1956. december 10-én, egy hónappal a magyar forradalom leverése után, a 13 éves Sylvia Plachy egy lovaskocsiban elrejtőzve lépte át családjával az osztrák határt. Két évvel később a család New York Queens negyedében telepedett le. 1963-ban kapta meg amerikai állampolgárságát.
1964-ben kezdett el fényképezni; a Pratt Institute-ban fotográfiát tanult, többek között André Kertésztől. Kertész és tanítványa között bensőséges amolyan nagyapa-unoka kapcsolat alakult ki.
Az iskola elvégzése után Plachy statisztikusként, majd egy fényképtárban dolgozott.
1973-ban született meg fia, a későbbi Oscar-díjas Adrien Brody, aki hamarosan anyja kedvenc modellje lett. Férje, a lengyel és zsidó származású Elliot Brody történelmet tanított.
1974-ben Plachy a Village Voice munkatársa lett. 
1977-ben Guggenheim-ösztöndíjat kapott.

## Munkássága
Első fotóalbuma, az Unguided Tour, 1990-ben elnyerte az év legjobb publikációjának kijáró Infinity-díjat. 1996-ban kiadott Red Light című albuma az amerikai szexipar illusztrációja, képeihez James Ridgeway írt szöveget.
Harmadik kötete 2000-ben jelent meg, Signs & Relics címmel,  Wim Wenders  bevezető szövegével. A kötet képeit Budapesten is bemutatta a Magyar Fotográfusok Házában.
Önarckép hazatérő tehenekkel című nagyrészt Magyarországon fotózott könyve 2004-ben jelent meg, s elnyerte a Golden Light-díjat.
„A rövid képkísérő szövegek és a rendkívüli képek, az Önarckép  hazatérő tehenekkel című könyvben  úgy alkotnak egy közös világot, ahogyan egy kelet-európai ember személyes történetének anyaga összefűzi  a tényt, az emlékezést és az álmot. Plachy kísértetjárta fotói tökéletesek a maguk tökéletlenségében, mentesek a fölösleges súlytól, mindegyik az ő önarcképe – de valahogyan belülről kifelé“ – írta az album ajánló soraiban Jim Jarmusch filmrendező.
2006. május 4. és június 4. között a Budapest Galéria Kiállítóházában kiállítás nyilt negyedik kötete fényképeiből. 
A rendezvénnyel kapcsolatosan Plachy a következőket nyilatkozta:
„A kiállítás egy kelet-európai személy egyéni történelme és korai éveinek összegzése Magyarországról, amit 1956-ban hirtelen elhagyott. Azt gondoltam sohasem adatik meg nekem a visszatérés, de mint egy szellem, újra meg újra visszatértem. Mindegyik utazás, különösen az elején csodálatosnak látszott: megöleltem barátaimat, és kamerámmal ide-oda úsztam a múltba. Negyven év ide-oda utazásai alatt visszahoztam ezeket a képeket és történeteket, és csokorba szedve felajánlom gyerekkori emlékezetem oltárára. A számkivetettség elkerülhetetlen, akár maradsz akár mégy. Az Egyesült Államokban magyar-amerikainak neveznek, Magyarországon amerikás-magyar vagyok, és mindkét nyelvet akcentussal beszélem. Végül is nagyon köszönöm szüleimnek, hogy elvonszoltak/vittek innét korai gyerekkoromban, köszönöm humánusságukat, intelligenciájukat és bátorságukat, melyek még most is vezetnek engemet. Kívánnám, hogy most itt lehessenek.”
Rengeteg egyéni kiállítása volt világszerte. Képei az Aperture, az Artforum, a Fortune, a Grand Street, a Granta, a Metropolis, a The New Yorker, a The New York Times Magazine, a The Time, a The Smithsonian és a Wired magazinokban is megjelentek, és ő volt a Village Voice vezető fotográfusa. Művei a New York-i és a San Franciscó-i Museum of Modern Art, a George Eastman House, illetve a párizsi Bibliothèque Nationale gyűjteményében is megtalálhatók.
2004-ben a WIPI (Women in Photography International) neki ítélte a Lucie-díjat. (A korábbi WIPI által díjazott női fotográfusok között találhatjuk például Berenice Abbott-ot (1991) és Annie Leibovitz-ot (2003) is.)
Richard Avedon a következőképpen jellemezte Sylvia Plachy-t: 
„Megnevettet és megszakad tőle a szívem. Erkölcsi lény. Ő minden, aminek egy fotográfusnak lennie kell.“